# Country Music Television Canada
Country Music Television (CMT) ist ein kanadischer, englischsprachiger Country-Musikfernsehsender aus Toronto, Ontario. Er sendet Country-Musik-Videoclips sowie moderierte Live-Shows. Des Weiteren werden Preisverleihungen, Konzerte und Sitcoms gesendet. Der Sender befindet sich zu 90 % im Besitz des kanadischen Medienunternehmens Corus Entertainment und gehört zu 10 % Paramount Global.

## Geschichte
Vor dem Start von CMT Canada im Jahr 1994 betrieb ein US-Unternehmen das Country Television Network seit 1984 in Kanada. Im Juni 1994 vergab die kanadische Aufsichtsbehörde, die Canadian Radio-Television and Telecommunications Commission (CRTC), mehrere Sendegenehmigungen an Spartensender, darunter an einen Musiksender, der vor allem Country Music senden sollte. Es war vorgesehen, dass das Sendeschema zu 90 % aus Musikvideos und zu 10 % aus moderierten Sendungen und Shows bestand. Die erste Sendelizenz, für einen kanadischen Country Music Sender, wurde an Maclean-Hunter und Rawlco Communications vergeben, die partnerschaftlich den Sender betreiben sollten.
Bevor der Sender startete, wurde MacLean-Hunter durch Rogers Communications übernommen. Am 1. Januar 1995 ging der Sender offiziell unter der Bezeichnung New Country Network (NCN) auf Sendung. Seit dem Tag war es für die Kabelnetzbetreiber verboten, den US-Sender Country Music Television anzubieten. Aufgrund des Entzugs der Senderechte in Kanada legten die Betreiber formelle Beschwerde gegen die CRTC ein, da dies der Vereinbarung, der North American Free Trade Agreement (NAFTA) widersprach. Deswegen boykottierten die US-Sender die Musikvideos von kanadischen Countrymusikern auf ihren Wellen.
Im Lauf der neunziger Jahre erließ die Canadian Radio-Television and Telecommunications Commission (CRTC) um seine heimischen Sender vor ausländischer Konkurrenz zu schützen, eine Richtlinie, die besagte, dass wenn ein kanadischer Spartensender seine Sendelizenz erhalten hat und der Sender bzw. das Sendeformat direkt auch von einem ausländischen Konkurrenten angeboten wird und somit in Konkurrenz steht, müssen dem ausländischen Sender die Senderechte in Kanada entzogen werden. Nach monatelangen Verhandlungen wurde eine Einigung gefunden, die für beide Seiten akzeptabel erschien. Damit die US-Amerikaner wieder eine Sendegenehmigung in Kanada erhielten, mussten sie sich am kanadischen Sender beteiligen. So wurde der Sender NCN am 31. Oktober 1996 unter dem Namen CMT Canada neugestartet. Shaw Communications hielt den größten Anteil an dem Unternehmen, welches später dann an das Tochterunternehmen, Corus Entertainment im Jahr 1999 transferiert wurde. Diese Auseinandersetzung führte auch zur Änderung der CRTC-Richtlinien. So wurde beschlossen, dass selbst wenn ein kanadischer Sender neu auf Sendung geht, dann muss der konkurrierende ausländische Sender der bereits in Kanada eine Sendegenehmigung hat, seinen Sendebetrieb nicht mehr einstellen.

## Programminhalte
Den größten Teil werden aktuelle Countrymusikvideos gesendet. Des Weiteren werden aktuelle Sendungen wie CMT Morning, CMT Music, Love & Tears, CMT Rewind, Old School, Wide Open und CMT Spotlight mit Moderatoren gesendet. Weitere wöchentliche Sendungen sind das Kortney & Dave by Request sowie das Chevrolet Cross Canada Countdown.
Am Nachmittag werden auch Serien gesendet wie America’s Funniest Home Videos, According to Jim und Country Music bezogenen Serien wie Pick a Puppy, Pet Heroes und ER Vets. Wie der US-amerikanische CMT Sender, sendet CMT Canada Country Lifestyle-Filme am Wochenende.